# Zopher iviei
Zopher iviei es una especie de coleóptero de la familia Zopheridae.

## Distribución geográfica
Habita en Malasia.